# هیزویل (ایندیانا)
هیزویل (به انگلیسی: Haysville) یک منطقهٔ مسکونی در ایالات متحده آمریکا است که در شهرستان دوبوا، ایندیانا واقع شده‌است. هیزویل ۱۶۵ متر بالاتر از سطح دریا واقع شده‌است.